# 杨长利
杨长利（1964年3月—），男，汉族，辽宁大连人，中华人民共和国政治人物。现任中国广核集团有限公司党委书记、董事长。第十四届全国政协委员。